# Wladislaw Jurjewitsch Surkow

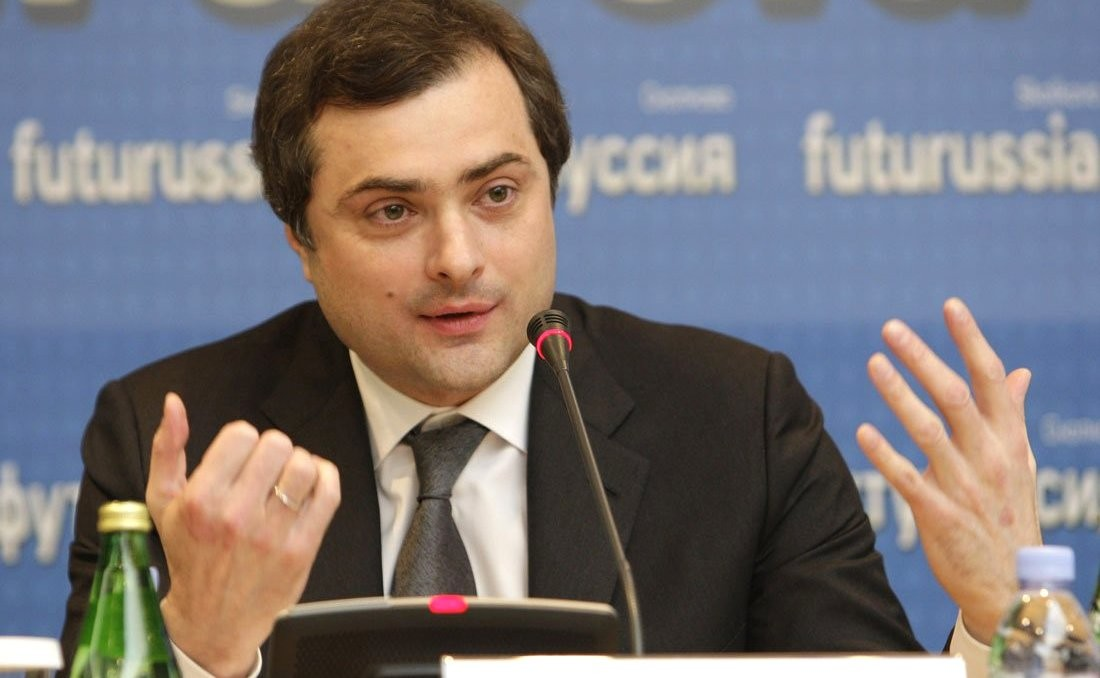
Wladislaw Surkow (2010)

Wladislaw Jurjewitsch Surkow (russisch Владислав Юрьевич Сурков Vladislav Jur'evič Surkov; * 21. September 1964 in Solnzewo, Oblast Lipezk) ist ein russischer Geschäftsmann und Politiker. Von Dezember 2011 bis Mai 2013 war er Vize-Ministerpräsident in der russischen Regierung, von September 2013 bis zum Februar 2020 hatte er den Posten eines Beraters des Präsidenten Russlands inne. Er bekleidet den Rang eines Wirklichen Staatsrats 1. Klasse der Russischen Föderation.
Surkow bezeichnet sich selbst als einen der Autoren des Putinismus, des neuen russischen Systems. Er wurde gelegentlich als „Kreml-Chefideologe“ oder auch als „dritter Mann im Staat“ bezeichnet und galt zeitweise als weitgehend verantwortlich für die russische Innenpolitik. In den Worten Marc Bennetts war er auch verantwortlich für die Umwandlung der staatlichen Medien in „sklavische Pro-Kreml-Plattformen“.

## Leben
Wladislaw Surkow wurde nach offiziellen Angaben am 21. September 1964 in dem Dorf Solnzewo in der Oblast Lipezk geboren. Über Surkows Geburtsort (einige Quellen sprechen von Schali in Tschetschenien), über sein Geburtsjahr (einige Quellen sprechen vom Jahr 1962) sowie zu anderen Details seiner Herkunft und frühen Biografie gibt es zum Teil unterschiedliche Angaben bzw. Spekulationen. Nach Surkows eigenen Angaben ist sein Vater Tschetschene, seine ersten fünf Lebensjahre habe er in Tschetschenien verbracht.
Nach der Scheidung seiner Eltern 1969 zog seine Mutter in die Stadt Skopin in der Oblast Rjasan und Surkow erhielt den Familiennamen seiner Mutter. In Skopin besuchte er die Mittelschule. Von 1983 bis 1985 absolvierte er seinen Militärdienst in der sowjetischen Armee. Nach seiner Dienstzeit arbeitete Surkow vorerst als Dreher, dann als Leiter eines Amateurtheaters und als Übersetzer. Seine Studien am Moskauer Institut für Stahl und Legierungen und am Moskauer Kulturinstitut beendete er ohne einen Abschluss. Danach schloss er an der damals neu gegründeten Internationalen Universität von Moskau ein Studium in Wirtschaftswissenschaften mit dem Master ab.
Wladislaw Surkow spricht fließend Englisch. Seine erste Ehefrau Julia Wischnewskaja und sein Sohn Artjom leben in London. 1998 heiratete er Natalija Dubowizkaja, eine ehemalige Mitarbeiterin der Menatep-Bank, mit der er zwei Kinder hat.

## Karriere in der Wirtschaft
- 1987: Leiter der Werbeabteilung in der Zentrale des wissenschaftlich-technischen Branchenverbandes, die damals von Michail Chodorkowski geleitet wurde
- 1988: „Manager für die Verbindungen zu den Auftraggebern“ in einer neu gegründeten Jugendkooperative.
- 1988: Leiter von Metapress, einer Agentur für Marketing-Kommunikation
- 1991: Leiter der Werbe- und Kommunikationsabteilung der Bank Menatep von Michail Chodorkowski.
- 1996: Leitende Position bei Rosprom, einer Menatep-Tochtergesellschaft zur Aktienverwaltung, welche unter anderem die Hausbank des angeschlagenen Ölkonzerns Jukos war. Rosprom führte eine Privatisierungs-Pfandauktion durch, bei der sie sich selbst die Aktienmehrheit von Jukos für 309 Millionen Dollar und damit weit unter Marktwert sicherte. Auf diesem Wege wurde Chodorkowski 1996 Jukos-Vorstandsvorsitzender und Großaktionär der Menatep-Gruppe.
- 1997: Erster Stellvertretender Vorsitzender der Alfa-Bank
- 1998–1999: Erster Stellvertretender Generaldirektor und gleichzeitig Aufsichtsrat mit Spezialgebiet Public Relations des staatlichen Fernsehsenders ORT

## Politische Rolle im System
Der britische Journalist Peter Pomerantsev brachte die Rolle Surkows auf die Kurzformel „Demokratische Rhetorik und undemokratische Absicht“. Surkow war:
- 1999: Assistierender Leiter der Präsidialverwaltung der Russischen Föderation
- August 1999: Stellvertretender Leiter der Präsidialverwaltung der Russischen Föderation
- März 2004: Stellvertretender Leiter der Präsidialverwaltung – Assistent des Präsidenten der Russischen Föderation. Auf diesem Posten soll er maßgeblich zum Wahlsieg von Wladimir Putin bei den Präsidentschaftswahlen beigetragen haben.
- August 2004: Mitglied des Board of Directors der OAO AK Transnefteproduct, September 2004 – Vorsitzender des Board of Directors
- Initiator der Projekte Iduschtschije wmeste (2000) und der Bewegung Naschi (2005)
- 15. Mai 2008: Erster stellvertretender Stabschef Dmitri Medwedews, Staatsrat der Russischen Föderation 1. Klasse
- 31. Dezember 2009: Leiter der Arbeitsgruppe für einen Komplex zur Forschung und Entwicklung und Vermarktung ihrer Ergebnisse (siehe Innovationszentrum Skolkowo)
- 27. Dezember 2011 bis 8. Mai 2013: Vize-Ministerpräsident in der Regierung der Russischen Föderation. Am 8. Mai 2013 trat Surkow von diesem Amt zurück. Vorausgegangen war der Vorwurf Putins, die Regierung habe seine Dekrete nicht angemessen umgesetzt. Auch war es zwischen Surkow und den russischen Strafermittlungsbehörden zu Auseinandersetzungen über Korruptionsvorwürfe im Innovationszentrum Skolkowo gekommen.[15]
- 24. September 2013: Ernennung zum persönlichen Berater des Präsidenten der Russischen Föderation. In dieser Funktion sollte er sich unter anderem um die sozioökonomische Entwicklung der von Georgien abtrünnigen Regionen Abchasien und Südossetien kümmern.[2]
- 18. Februar 2020: Surkow wurde vom Amt des Beraters entlassen.[16][1] Der Direktor des Zentrums für aktuelle Politik, Alexei Tschesnakow, meinte dazu, Surkow habe den öffentlichen Dienst aufgrund eines Kurswechsels gegenüber der Ukraine verlassen. Zum neuen Beauftragten der Präsidialverwaltung für die Ukraine wurde Dmitri Kosak berufen.[17]

Wladislaw Surkow wird die Gründung der russischen Regierungspartei Einiges Russland im Dezember 2001 sowie der Jugendorganisation Naschi im April 2005 zugeschrieben. Surkow wird auch zugeschrieben, für die im Sommer 2003 erfolgte Abspaltung der linksnationalistischen Partei Rodina von der Kommunistischen Partei der Russischen Föderation verantwortlich zu sein. Der Vorsitzende der kommunistischen Partei Gennadi Sjuganow beschuldigte nach den erheblichen Verlusten seiner Partei bei der russischen Parlamentswahl 2003 die Regierung unter Wladimir Putin, mit Rodina eine künstliche Konkurrenzpartei zur KP geschaffen zu haben.

## Kontroversen
Im April 2014 setzte die US-amerikanische Regierung und die EU Surkow auf eine Sanktionsliste infolge der russischen Annexion der Krim, die Surkow die Einreise in die Vereinigten Staaten und die Mitgliedsstaaten der EU verbietet. Beim Gipfeltreffen des Normandie-Formats zur Lage in der umgekämpften Ostukraine im Berliner Kanzleramt im Oktober 2016 begleitete Surkow den russischen Präsidenten Wladimir Putin, obwohl er als Architekt der russischen Ukrainepolitik auf der EU-Sanktionsliste steht. Die Bundesregierung sah sich gezwungen, eine Ausnahmeregelung für Surkows Teilnahme zu beantragen. Putins Beharren, seinen sanktionierten Berater nach Berlin mitzunehmen, wurde von Beobachtern als Zeichen der Machtdemonstration gegenüber dem Westen wahrgenommen. Der ukrainische Präsident Poroschenko unterstellte Surkow, die Scharfschützen organisiert zu haben, welche bei den Volksprotesten in der Ukraine auf dem Maidan sowohl auf Demonstranten als auch auf Polizisten geschossen hatten.
Im Oktober 2017 erschien er zum „Tag der Donbass-Veteranen“ in Rostow am Don und im Februar 2018 analysierte er den angeblichen Niedergang des „dekadenten Westens als einen Übergang der liberalen Demokratie in ein Matriarchat, im Gegensatz zum ‚von Gott geretteten‘ Russland“.

Aus abgehörten Gesprächen im Juli 2014, welche die Strafermittler des Abschusses von Flug MH17 auswerteten und im November 2019 veröffentlichten, ging hervor, dass die Befehlskette der regierungsfeindlichen Kollaborateure Russlands direkt in den Kreml führte. Offensichtlich benutzten die wichtigsten Kommandanten und Funktionäre der selbsterklärten Republiken spezielle russische Übermittlungstechnik, um auch mit hochrangigen Moskauer Funktionären wie Wladislaw Surkow zu kommunizieren, die NZZ schrieb: 

„Die Mär vom Aufstand der Freiwilligen in der Ostukraine und Moskaus fehlendem Einfluss ist seit längerem entlarvt. Dass die obersten Funktionäre der selbsternannten ‚Volksrepubliken‘ Donezk und Luhansk regelmässig in Moskau ihre Direktiven abholen, ist kein Geheimnis.“

## Entbindung und Hausarrest 2022
Die Entbindung Surkows als Berater des Präsidenten Anfang 2020 wurde zunächst dementiert; mögliche neue Ämter sind nicht bekannt. Sein Abgang wird verschieden und zum Teil als endgültiger Rückzug bewertet: „Was Surkow an neuer Wirklichkeit im russischen politischen System geschaffen hat, überlebt ihn. Sein Abgang ist keine Zäsur.“ In den Zeitraum fällt auch Surkows in der Nesawissimaja gaseta erschienene und diskutierte Essay Der langwährende Staat Putins, der die Staatsführung Putins als schicksalhafte Gesetzmäßigkeit darstelle.
Im April 2022, während des Kriegs in der Ukraine, wurde angeblich Hausarrest gegen Surkow verhängt. Grund sei die Veruntreuung von Geldern, die für die ostukrainischen Russland-Kollaborateure gedacht waren.

## Werke
Ende Juni 2009 erschien in Russland unter dem Pseudonym Nathan Dubowizki (Натан Дубовицкий) ein Roman mit dem Titel “Nahe Null” (Околоноля). Die literarischen Qualitäten des Werks wurden von vielen Kritikern als beachtlich eingeschätzt, sowohl die Komposition als auch der Stil des Textes würden einen geübten Verfasser verraten. Das Buch male ein düsteres Bild des postkommunistischen Russland und beschreibe dessen Missstände schonungslos. Zur wahrscheinlichen Autorschaft Surkows führte das Pseudonym Dubowizki, das auf den Namen seiner zweiten Frau Natalja Dubowizkaja anspielen soll. Am 11. November 2009 erklärte der russische Schriftsteller Wiktor Jerofejew in einem Interview der Literaturnaja gaseta, Surkow sei der Autor dieses Buches und er besitze ein von ihm signiertes Exemplar von Nahe Null.

## Auszeichnungen
- Russischer Verdienstorden für das Vaterland, 3. Klasse